# Most Mohameda VI.
Most Mohameda VI. (arabsko جسر محمد السادس) je most s poševnimi zategami, ki se razteza čez dolino reke Bouregreg blizu Rabata v Maroku. Ime je dobil po sedanjem maroškem kralju.
Za most je značilna arhitektura, ki jo sestavljata dva 200 metrov visoka obokana pilona, ki simbolizirata nova vrata v mesti Rabat in Salé. Krov je podprt z dvema kompletoma po 20 parov vzporednih več žilnih kablov.
Struktura je del nove 41,5 km dolge avtocestne obvoznice okoli mesta Rabat in bo izboljšala prometne zastoje v Hay Riadu, zahodnem stanovanjskem predmestju glavnega mesta.
Prvo tovrstno delo v Maroku je izvedlo kitajsko podjetje China Railway Major Bridge Engineering Group, ki je sodelovalo tudi pri gradnji mostu Kigamboni v Tanzaniji in ga je naročilo Société Nationale des Autoroutes du Maroc (ADM), dolgega 680 metrov in slavnostno odprtega aprila 2016. Sestavljen je iz 1000 km žic in 3200 ton uvoženega jekla iz Kitajske.
Ta dosežek, katerega stroški so ocenjeni na 71 milijonov evrov, so delno financirali Evropska investicijska banka (EIB) in lastna sredstva ADM. Po podatkih maroških oblasti lahko tam vsak dan kroži okoli 20.000 vozil. Gradnja obvozne avtoceste Rabat je zahtevala tudi gradnjo številnih inženirskih objektov, vključno s šestnajstimi podvozi, štirinajstimi nadvozi, sedmimi prehodi za vozila in dvema prehodoma za pešce.